# Joseph Bonanno
Joseph "Joe" Bonanno, eg. Giuseppe Bonanno, även kallad "Joe Bananas", född 18 januari 1905 i Castellammare del Golfo, Sicilien, död 11 maj 2002 i Tucson, Arizona, var en amerikansk gangster och skapare av Familjen Bonanno, en av de fem familjerna i New York.
Bonanno flyttade till USA 1908, när han var tre år gammal, från Castellammare de Golfo på Sicilien. Familjen flyttade efter en kort period hem igen. Han blev en mafioso och antifascist som bekämpade Mussolini och dennes sätt att styra över Sicilien.
Som många andra mafiosi, lämnade han Sicilien och begav sig till Kuba och sedan vidare till USA igen. Han bosatte sig i Williamsburg i Brooklyn, en ort med många invånare från Castellammare. Han arbetade som en "genomförare", d.v.s. genomförde maffians order.